# Familjen Persson i främmande land
Familjen Persson i främmande land (arbetstitel Systrarna Persson i främmande land) är en svensk dokumentärfilm från 2013 i regi av Åsa Blanck och Johan Palmgren.
Filmen skildrar Per Persson som lämnade Sverige för 40 år sedan och fann kärleken i Pakistan, Shamim. Med henne fick han två döttrar, Zahra och Maria, och deras önskan har alltid varit att flytta till Sverige. Så blir fallet och familjen landar i en husvagn i Pers gamla hemtrakter utanför Hässleholm.
Familjen Persson i främmande land producerades av Blanck som även skrev manus tillsammans med Petter Brundell. Filmen hade premiär den 23 augusti 2013.
Musik av David Ricci och Fågel Roc